# 국도 제59호선
국도 제59호선 (광양 ~ 양양선, 國道第五十九號 光陽襄陽線)은 전라남도 광양시 태인동 용지삼거리와 강원특별자치도 양양군 손양면 송현사거리를 연결하는 대한민국의 일반 국도이다.

## 역사
국가지원지방도 제33호선 구간은 본래 1994년 국도 제33호선의 종점을 선산군(구미시 선산읍)에서 평창군 진부면으로 연장하는 계획에 따라 포함되었던 구간으로 국도 제33호선으로 예정되어 있었으나 국가 재정 부족으로 국도로 지정되지 못하고 국가지원지방도 제33호선으로 지정되었다.
- 1996년 7월 1일 : 남해고속도로제3지선의 전 구간이 고속도로에서 해제[1], 동시에 섬진대교를 경계로 산업대로와 태인로로 분리 및 국도 제59호선 (광양 ~ 하동선)으로 지정[2]
- 1996년 7월 19일 : 경상북도 구미시 선산읍 ~ 강원도 평창군 진부면 구간을 국가지원지방도 제33호 구미 ~ 평창선, 경상남도 하동군 횡천면 ~ 성주군 수륜면 구간을 국가지원지방도 제59호 하동 ~ 성주선으로 지정[3]
- 2001년 8월 25일 : 국가지원지방도 제33호선과 국가지원지방도 제59호선이 국도 제59호선에 통폐합 되면서 노선이 광양 ~ 양양 구간으로 확대됨. (통합전: 광양 ~ 하동선, 하동 ~ 성주선, 구미 ~ 평창선) (통합후: 광양 ~ 양양선)[4][5]
- 2001년 10월 15일 : 국도로 승격된 구간 중 미개통 구간인 3.5 km 구간을 제외한 단양군 대강면 방곡리 ~ 단양군 가곡면 유암리 57.8 km 구간 개통[6]
- 2001년 11월 3일 : 애산 ~ 덕우간 도로 확포장공사에 의해 정선군 정선읍 애산리 ~ 덕우리 2.4 km 구간 도로구역 변경[7]
- 2004년 10월 1일 : 강원도 양양군 현북면 어상전리 ~ 양양읍 월리 19.0 km 구간 확장 개통, 기존 23.0 km 구간 폐지[8]
- 2004년 10월 8일 : 단양군 영춘면 장발리 ~ 별방리 740m 구간 확장 개통[9]
- 2007년 3월 21일 : 단양군 적성면 중방리 220m 구간 개통, 기존 구간 폐지[10]
- 2008년 12월 19일 : 평창군 진부면 수항리 ~ 마평리 1.25 km 구간 확장 개통, 기존 700m 구간 폐지[11]
- 2009년 7월 10일 : 청암 ~ 삼장간 도로(산청군 시천면 원리 ~ 삼장면 대하리) 2.14 km 구간 확장 개통[12], 기존 구간 폐지[13]
- 2009년 10월 5일 : 영월군 남면 창원리 구간 370m 개선[14]
- 2010년 12월 27일 : 청암 ~ 삼장간 도로(산청군 삼장면 대하리 ~ 평촌리) 5.4 km 구간 확장 개통, 기존 구간 폐지[15]
- 2011년 11월 24일 : 합천군 가야면 야천리 야천 교차로 개선[16]
- 2011년 12월 20일 : 마평 ~ 진부간 도로(평창군 진부면 마평리 ~ 하진부리) 7.5 km 구간 개량 개통, 기존 평창군 진부면 마평리 ~ 거문리 6.2 km 구간 폐지[17]
- 2012년 1월 6일 : 중동 금당지구 위험도로(상주시 중동면 금당1리 ~ 금당2리) 1.768 km 구간 개량 개통, 기존 1.6 km 구간 폐지[18]
- 2013년 1월 10일 : 합천군 가야면 황산리 황산 교차로 개선[19]
- 2013년 7월 3일 : 벌재생태통로 준공[20]
- 2016년 9월 8일 : 단양군 가곡면 아평삼거리와 삼봉대교 개통
- 2016년 12월 27일 : 막동 ~ 마평간 도로(평창군 진부면 막동리 ~ 마평리) 4.33 km 구간 개량 개통, 기존 평창군 진부면 막동리 ~ 수항리 2.6 km 구간 폐지[21]
- 2017년 12월 27일 : 둔내 ~ 무이간 도로 2공구(평창군 진부면 하진부리 ~ 간평리) 2.67 km 구간 확장 개통[22], 나전 ~ 숙암간 도로(정선군 북평면 북평리 ~ 숙암리) 8.04 km 구간 확장 개통 및 기존 정선군 북평면 숙암리 ~ 나전리 총 961m 구간 폐지[23], 숙암 ~ 막동간 도로(정선군 북평면 숙암리 ~ 평창군 진부면 막동리) 6.66 km 구간 확장 개통 및 기존 총 2.35 km 구간 폐지[24]
- 2018년 12월 20일 : 다인 ~ 비안간 도로 1공구(의성군 다인면 덕미리 ~ 도암리) 3.85 km 구간 확장 개통[25], 기존 3.9 km 구간 폐지[26]
- 2018년 12월 28일 : 하동 ~ 적량간 도로 2공구 및 하동 ~ 완사간 도로(하동군 하동읍 목도리 ~ 횡천면 횡천리) 8.88 km 구간 확장 개통[27], 기존 16.5 km 구간 폐지[28]
- 2020년 8월 : 옥종 ~ 시천 (위태 ~ 문화마을)간 도로 확장 개통.
- 2022년 7월 6일 : 정선3교(정선군 정선읍 덕송리 ~ 애산리) 740m 구간 신설 개통[29]
- 2022년 9월 21일 : 삼장 ~ 산청간 도로(산청군 삼장면 홍계리 ~ 금서면 평촌리) 6 km 구간 신설 개통[30], 기존 12.9 km 구간 폐지[31]

## 주요 경유지
전라남도
- 광양시 태인동

경상남도
- 하동군 (금성면 · 금남면 · 고전면 · 하동읍 · 적량면 · 횡천면 · 옥종면) - 산청군 (시천면 · 삼장면 · 금서면 · 산청읍 · 차황면) - 거창군 신원면 - 합천군 봉산면 - 거창군 가조면 - 합천군 가야면

경상북도
- 성주군 (수륜면 · 가천면 · 금수면) - 김천시 (조마면 · 감천면 · 지좌동 · 감호동 · 신음동 · 대광동 · 개령면 · 감문면) - 구미시 (선산읍 · 옥성면) - 상주시 (낙동면 · 중동면) - 의성군 다인면 - 예천군 풍양면 - 문경시 (영순면 · 산양면 · 산북면 · 동로면)

충청북도
- 단양군 (대강면 · 단성면 · 단양읍 · 가곡면 · 영춘면)

강원특별자치도
- 영월군 (남면 · 영월읍 · 중동면) - 정선군 (신동읍 · 남면 · 정선읍 · 북평면) - 평창군 (진부면 · 대관령면) - 강릉시 연곡면 - 양양군 (현북면 · 서면 · 양양읍)

## 노선

### 전라남도
| 이름           | 접속 노선              | 소재지 | 소재지 | 비고 |
| -------------- | ---------------------- | ------ | ------ | ---- |
| 용지삼거리     | 국도 제2호선 (백운1로) | 광양시 | 태인동 |      |
| 섬진대교삼거리 | 산업로                 | 광양시 | 태인동 |      |
| 섬진대교       |                        | 광양시 | 태인동 |      |

### 경상남도
| 이름                                          | 접속 노선                                                       | 소재지                                                                     | 소재지                                                  | 비고                                               |
| --------------------------------------------- | --------------------------------------------------------------- | -------------------------------------------------------------------------- | ------------------------------------------------------- | -------------------------------------------------- |
| 섬진대교                                      |                                                                 | 하동군                                                                     | 금성면                                                  |                                                    |
| 진정천교                                      |                                                                 | 하동군                                                                     | 금성면                                                  |                                                    |
|                                               | 금남면                                                          | 하동군                                                                     |                                                         |                                                    |
| 하동 나들목 (계천사거리)                      | 10호선 남해고속도로 국도 제19호선 (섬진강대로)                  | 하동군                                                                     | 국도 제19호선과 중복                                    |                                                    |
| 고남교                                        |                                                                 | 하동군                                                                     | 국도 제19호선과 중복                                    |                                                    |
|                                               | 고전면                                                          | 하동군                                                                     | 국도 제19호선과 중복                                    |                                                    |
| 전도 교차로                                   | 하동읍성로                                                      | 하동군                                                                     | 국도 제19호선과 중복                                    |                                                    |
| 월진 교차로                                   | 재첩길                                                          | 하동군                                                                     | 국도 제19호선과 중복                                    |                                                    |
| 하동포구터널                                  |                                                                 | 하동군                                                                     | 국도 제19호선과 중복 상행 연장 625m 하행 연장 670m      |                                                    |
| 신방 교차로                                   | 재첩길                                                          | 하동군                                                                     | 국도 제19호선과 중복                                    |                                                    |
| (이름 없음)                                   | 공설운동장로                                                    | 하동군                                                                     | 국도 제19호선과 중복                                    |                                                    |
| 횡천교                                        |                                                                 | 하동군                                                                     | 국도 제19호선과 중복                                    |                                                    |
|                                               | 하동읍                                                          | 하동군                                                                     | 국도 제19호선과 중복                                    |                                                    |
| 하동 교차로                                   | 국도 제2호선 (충무공로) 국도 제19호선 (섬진강대로)              | 하동군                                                                     | 국도 제19호선과 중복                                    |                                                    |
| 하동 교차로                                   | 국도 제2호선 (충무공로) 국도 제19호선 (섬진강대로)              | 하동군                                                                     | 국도 제2호선과 중복                                     |                                                    |
| 고전교                                        |                                                                 | 하동군                                                                     |                                                         |                                                    |
| 고전면                                        |                                                                 | 하동군                                                                     |                                                         |                                                    |
| 고전 교차로                                   | 공설운동장로                                                    | 하동군                                                                     | 적량면                                                  |                                                    |
| 강선교                                        |                                                                 | 하동군                                                                     | 적량면                                                  |                                                    |
| 고절터널                                      |                                                                 | 하동군                                                                     | 적량면                                                  | 국도 제2호선과 중복 연장 999m                      |
| 고절터널                                      | 횡천면                                                          | 하동군                                                                     |                                                         | 국도 제2호선과 중복 연장 999m                      |
| 적량교                                        |                                                                 | 하동군                                                                     | 국도 제2호선과 중복                                     |                                                    |
| 적량교                                        | 적량면                                                          | 하동군                                                                     | 국도 제2호선과 중복                                     |                                                    |
| 적량 교차로                                   | 경서대로                                                        | 하동군                                                                     | 국도 제2호선과 중복                                     |                                                    |
| 동산교                                        |                                                                 | 하동군                                                                     | 국도 제2호선과 중복                                     |                                                    |
|                                               | 횡천면                                                          | 하동군                                                                     | 국도 제2호선과 중복                                     |                                                    |
| 학리교                                        |                                                                 | 하동군                                                                     | 국도 제2호선과 중복                                     |                                                    |
| 학리1터널                                     |                                                                 | 하동군                                                                     | 국도 제2호선과 중복 연장 365m                           |                                                    |
| 학리2터널                                     |                                                                 | 하동군                                                                     | 국도 제2호선과 중복 연장 319m                           |                                                    |
| 횡천 교차로                                   | 국도 제2호선 (충무공로)                                         | 하동군                                                                     | 국도 제2호선과 중복                                     |                                                    |
| 여의천교                                      |                                                                 | 하동군                                                                     |                                                         |                                                    |
| 횡계사거리                                    | 국가지원지방도 제58호선 지방도 제1003호선 (경서대로) 횡천강변길 | 하동군                                                                     | 국가지원지방도 제58호선과 중복 지방도 제1003호선과 중복 |                                                    |
| 횡천면사무소 횡천중학교                       |                                                                 | 하동군                                                                     | 국가지원지방도 제58호선과 중복 지방도 제1003호선과 중복 |                                                    |
| 대덕삼거리                                    | 국가지원지방도 제58호선 지방도 제1003호선 (경서대로)            | 하동군                                                                     | 국가지원지방도 제58호선과 중복 지방도 제1003호선과 중복 |                                                    |
| (이름 없음)                                   | 안양로                                                          | 하동군                                                                     |                                                         |                                                    |
| 회신삼거리                                    | 지방도 제1014호선 (호계천로)                                    | 하동군                                                                     | 옥종면                                                  | 지방도 제1014호선과 중복                           |
| 위태삼거리                                    | 지방도 제1014호선 (궁항길)                                      | 하동군                                                                     | 옥종면                                                  | 지방도 제1014호선과 중복                           |
| 위태마을                                      |                                                                 | 하동군                                                                     | 옥종면                                                  |                                                    |
| 갈치재                                        |                                                                 | 하동군                                                                     | 옥종면                                                  |                                                    |
|                                               | 산청군                                                          | 시천면                                                                     |                                                         |                                                    |
| 추동교                                        | 산청군                                                          | 시천면                                                                     | 내공길 추동길                                           |                                                    |
| 내동2교                                       | 산청군                                                          | 시천면                                                                     |                                                         |                                                    |
| (삼성교 남단)                                 | 산청군                                                          | 시천면                                                                     | 지리산대로1478번길                                      |                                                    |
| 삼성교                                        | 산청군                                                          | 시천면                                                                     |                                                         |                                                    |
| (삼성교 북단)                                 | 산청군                                                          | 시천면                                                                     | 국도 제20호선 지방도 제1047호선 (지리산대로)            | 국도 제20호선과 중복                               |
| 덕산제                                        | 산청군                                                          | 시천면                                                                     |                                                         | 국도 제20호선과 중복                               |
| 원리 교차로                                   | 산청군                                                          | 시천면                                                                     | 국도 제20호선 (지리산대로)                              | 국도 제20호선과 중복 상행 진입 불가 하행 진출 불가 |
| 덕산중학교 덕산고등학교                       | 산청군                                                          | 시천면                                                                     |                                                         |                                                    |
| 원리삼거리                                    | 산청군                                                          | 시천면                                                                     | 남명로                                                  |                                                    |
| 대하사거리                                    | 산청군                                                          | 친환경로293번길                                                            | 삼장면                                                  |                                                    |
| 후천삼거리                                    | 산청군                                                          | 덕산대포로                                                                 | 삼장면                                                  |                                                    |
| 찬샘사거리                                    | 산청군                                                          | 서당길                                                                     | 삼장면                                                  |                                                    |
| 석남삼거리                                    | 산청군                                                          | 친환경로719번길                                                            | 삼장면                                                  |                                                    |
| 상촌 교차로                                   | 산청군                                                          | 친환경로                                                                   | 삼장면                                                  |                                                    |
| 평촌교                                        | 산청군                                                          |                                                                            | 삼장면                                                  |                                                    |
| 지리산터널                                    | 산청군                                                          |                                                                            | 삼장면                                                  | 연장 2,998m                                        |
| 지리산터널                                    | 산청군                                                          | 금서면                                                                     |                                                         | 연장 2,998m                                        |
| 신촌 교차로                                   | 산청군                                                          | 친환경로                                                                   |                                                         |                                                    |
| 금서교                                        | 산청군                                                          |                                                                            |                                                         |                                                    |
| 하양 교차로                                   | 산청군                                                          | 친환경로                                                                   |                                                         |                                                    |
| (경호1교 북단)                                | 산청군                                                          | 지방도 제1001호선 (꽃봉산로)                                               |                                                         |                                                    |
| 산청 나들목                                   | 산청군                                                          | 35호선 통영대전고속도로                                                    | 국가지원지방도 제60호선과 중복                          |                                                    |
| 경호교                                        | 산청군                                                          |                                                                            | 국가지원지방도 제60호선과 중복                          |                                                    |
|                                               | 산청군                                                          | 산청읍                                                                     | 국가지원지방도 제60호선과 중복                          |                                                    |
| 산청 교차로                                   | 산청군                                                          | 국도 제3호선 국가지원지방도 제60호선 (산청대로) 지방도 제1026호선 (산수로) | 국가지원지방도 제60호선과 중복                          |                                                    |
| 달임재                                        | 산청군                                                          |                                                                            |                                                         |                                                    |
|                                               | 산청군                                                          | 차황면                                                                     |                                                         |                                                    |
| 차황삼거리                                    | 산청군                                                          | 친환경로                                                                   |                                                         |                                                    |
| 황산교삼거리                                  | 산청군                                                          | 지방도 제1006호선 (신차로)                                                 |                                                         |                                                    |
| 삼거교 동단                                   | 산청군                                                          | 지방도 제1026호선 (오동로)                                                 | 지방도 제1026호선과 중복                                |                                                    |
| (이름 없음)                                   | 산청군                                                          | 지방도 제1026호선 (차황대병로)                                             | 지방도 제1026호선과 중복                                |                                                    |
| 거창사건추모공원                              |                                                                 | 거창군                                                                     | 신원면                                                  |                                                    |
| 거창중학교 신원분교 신원초등학교 신원면사무소 |                                                                 | 거창군                                                                     | 신원면                                                  |                                                    |
| 과정삼거리                                    | 지방도 제1034호선 (청수로)                                      | 거창군                                                                     | 신원면                                                  | 지방도 제1034호선과 중복                           |
| 양지삼거리                                    | 지방도 제1089호선 (밤티재로)                                    | 거창군                                                                     | 신원면                                                  | 지방도 제1034, 1089호선과 중복                     |
| 수원삼거리                                    | 지방도 제1089호선 (서부로)                                      | 거창군                                                                     | 신원면                                                  | 지방도 제1034, 1089호선과 중복                     |
| 양지보건진료소                                |                                                                 | 합천군                                                                     | 봉산면                                                  | 지방도 제1034호선과 중복                           |
| 거안삼거리                                    | 월행로                                                          | 합천군                                                                     | 봉산면                                                  | 지방도 제1034호선과 중복                           |
| 합천중학교 봉산분교(폐교)                     |                                                                 | 합천군                                                                     | 봉산면                                                  | 지방도 제1034호선과 중복                           |
| 봉산교                                        |                                                                 | 합천군                                                                     | 봉산면                                                  | 지방도 제1034호선과 중복                           |
| 봉산삼거리                                    | 국도 제24호선 국도 제26호선 지방도 제1034호선 (영서로)          | 합천군                                                                     | 봉산면                                                  | 지방도 제1034호선과 중복                           |
| 단절                                          |                                                                 |                                                                            |                                                         |                                                    |
| 도리                                          | 지방도 제1084호선 (가조가야로)                                  | 거창군                                                                     | 가조면                                                  | 지방도 제1084호선과 중복                           |
| 아델스코트CC                                  |                                                                 | 합천군                                                                     | 가야면                                                  | 지방도 제1084호선과 중복                           |
| (매안리)                                      | 지방도 제1036호선 (매안1길)                                     | 합천군                                                                     | 가야면                                                  | 지방도 제1084호선과 중복                           |
| (이름 없음)                                   | 매안대전길                                                      | 합천군                                                                     | 가야면                                                  | 지방도 제1084호선과 중복                           |
| 가산초등학교                                  |                                                                 | 합천군                                                                     | 가야면                                                  | 지방도 제1084호선과 중복                           |
| 해인중학교                                    |                                                                 | 합천군                                                                     | 가야면                                                  | 지방도 제1084호선과 중복                           |
| 황산교 동단                                   | 지방도 제1084호선 (가야시장로)                                  | 합천군                                                                     | 가야면                                                  | 지방도 제1084호선과 중복                           |
| 가야합동버스정류장 가야면사무소               |                                                                 | 합천군                                                                     | 가야면                                                  |                                                    |
| 가야교                                        |                                                                 | 합천군                                                                     | 가야면                                                  |                                                    |
| 야천삼거리                                    | 가야산로                                                        | 합천군                                                                     | 가야면                                                  |                                                    |
| 솔티재                                        |                                                                 | 합천군                                                                     | 가야면                                                  |                                                    |

기존 구간 (2018년 이전 노선)

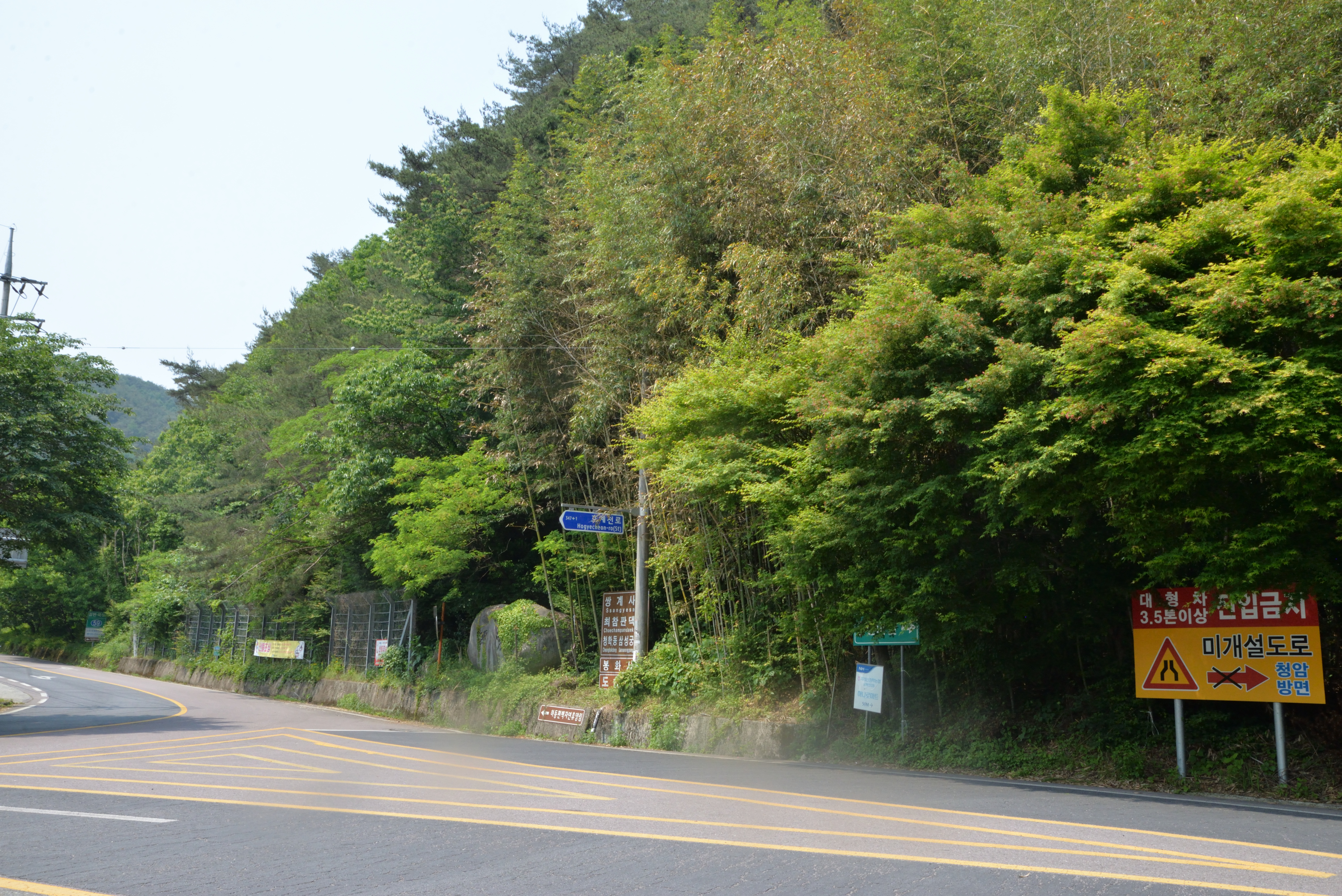
국도 제59호선과 지방도 제1014호선, 하동군 옥종면 회신리 회신삼거리 - 청암 방면은 3.5톤 이상 대형 화물차량이 통행할 수 없다.

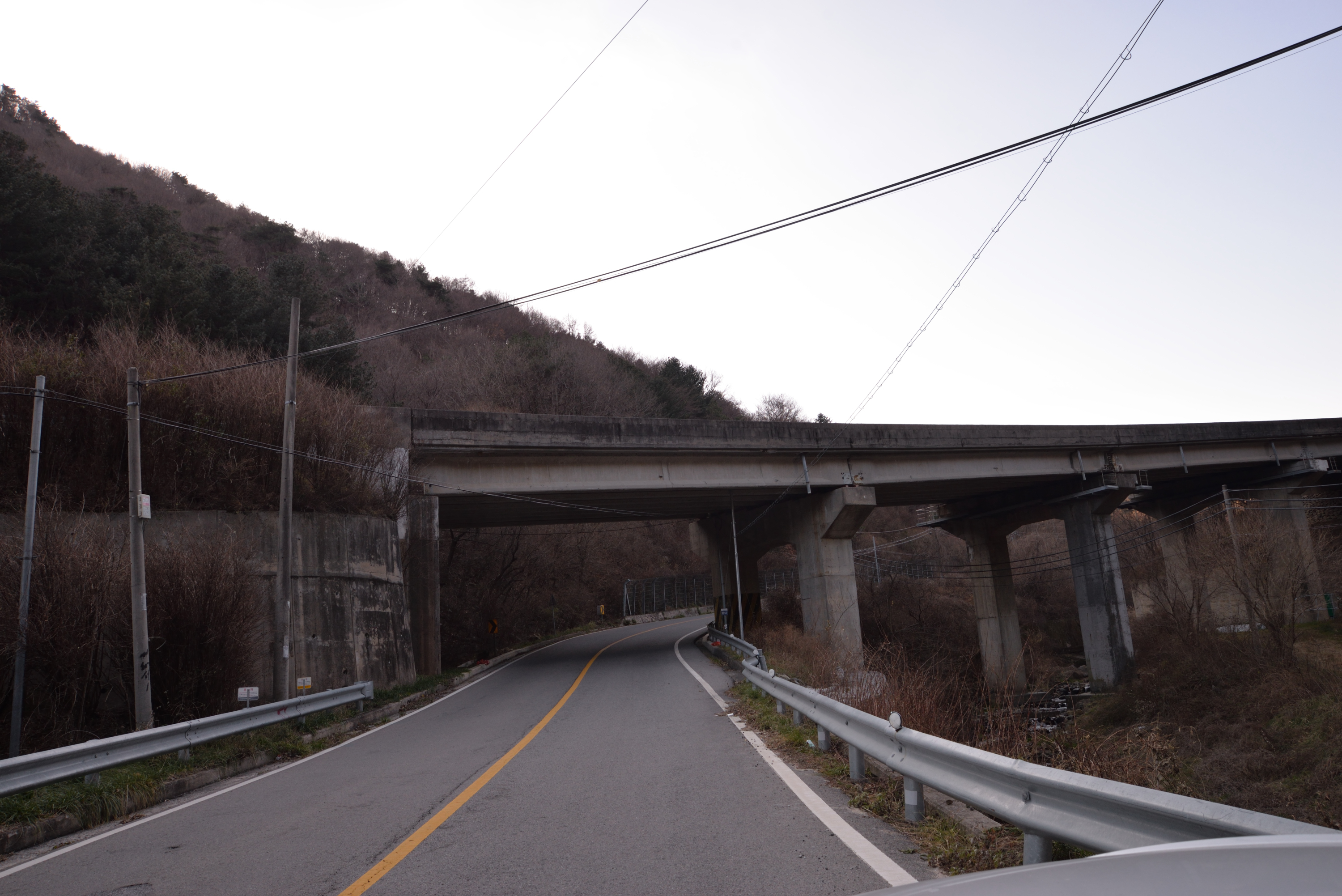
국도 제59호선과 구 88올림픽고속도로 교각, 합천군 가야면 성기리

- 하동군 하동 교차로 - 계성교 - 섬진교사거리 - 하동고등학교 - 하동초등학교 - 하동경찰서 - 하동시외버스터미널 - 구 하동역 - 비파삼거리 - 적량면삼거리 - 횡천초등학교 - 횡천삼거리 - 횡계사거리

### 경상북도

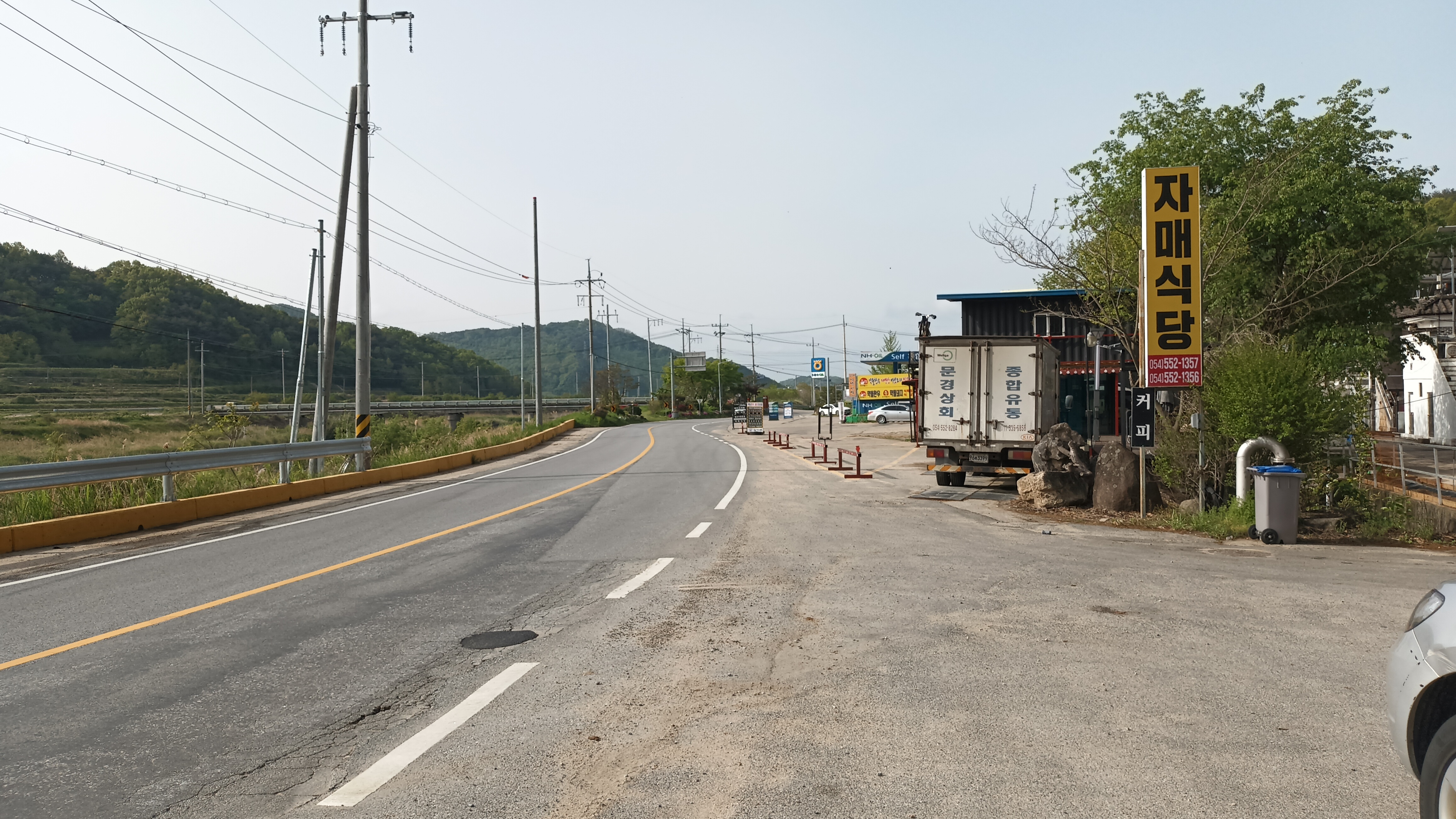
문경시 산북면 대하리의 국도 제59호선과 산북주유소(산북면 금천로 695)

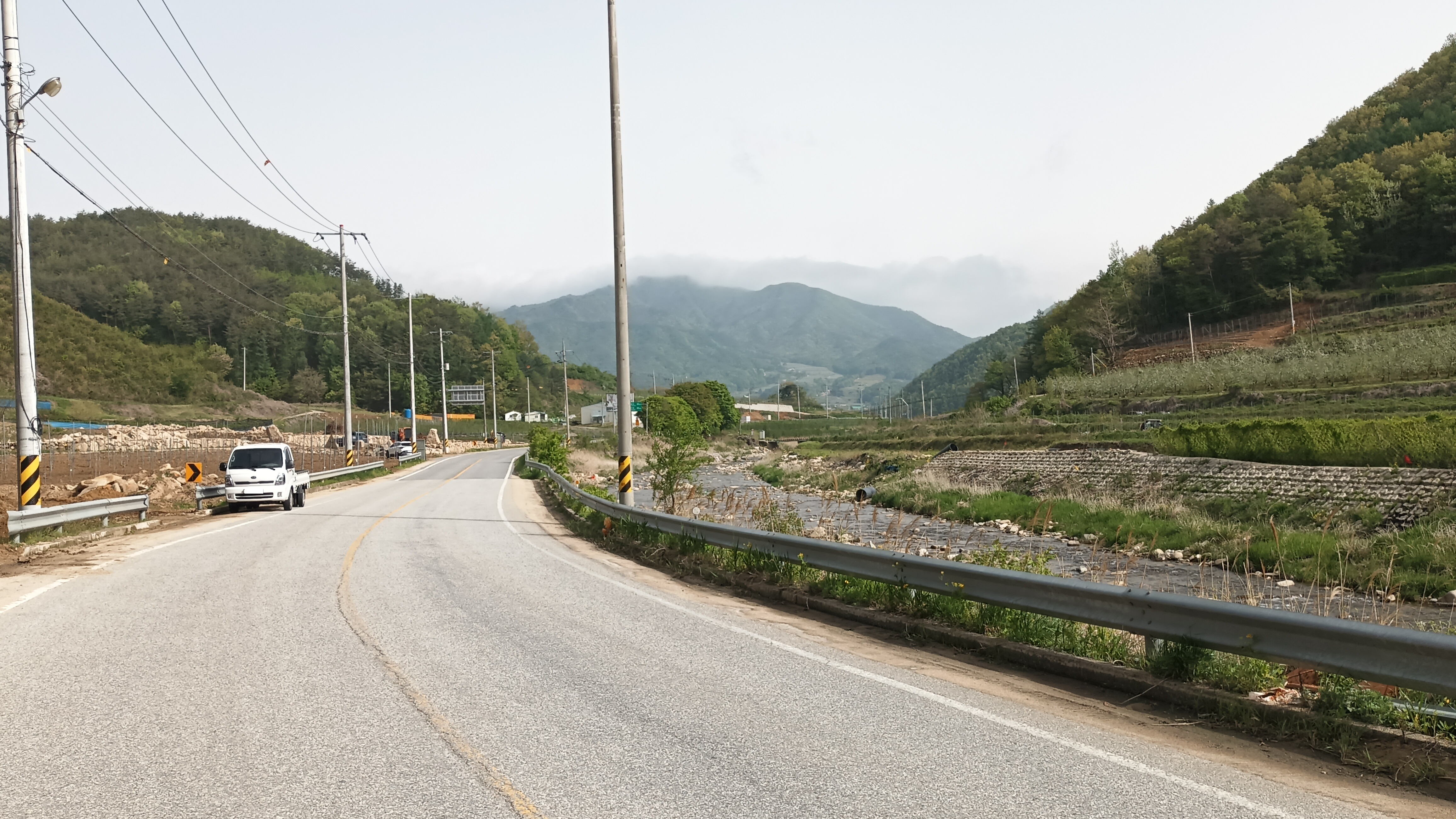
문경시 동로면과 국도 제59호선

| 이름                                                        | 접속 노선                                                     | 소재지                             | 소재지                    | 비고                                                                        |
| ----------------------------------------------------------- | ------------------------------------------------------------- | ---------------------------------- | ------------------------- | --------------------------------------------------------------------------- |
| 솔티재                                                      |                                                               | 성주군                             | 수륜면                    |                                                                             |
| 가야산 백운동                                               |                                                               | 성주군                             | 수륜면                    |                                                                             |
| (이름 없음)                                                 | 덕운로                                                        | 성주군                             | 수륜면                    |                                                                             |
| 수륜 교차로                                                 | 국도 제33호선 (가야로)                                        | 성주군                             | 수륜면                    | 국도 제33호선과 중복                                                        |
| 수륜교                                                      |                                                               | 성주군                             | 수륜면                    | 국도 제33호선과 중복                                                        |
| 적송 교차로                                                 | 봉양로 참별로 적송3길 적송4길                                 | 성주군                             | 수륜면                    | 국도 제33호선과 중복 상행 진출 불가 하행 진입 불가                          |
| 신정교                                                      | 참별로                                                        | 성주군                             | 수륜면                    | 상행 진출만 가능                                                            |
| 신정 교차로                                                 | 지방도 제913호선 (동강한강로) 참별로                          | 성주군                             | 수륜면                    | 국도 제33호선과 중복                                                        |
| 수성 교차로                                                 | 참별로 수성1길                                                | 성주군                             | 수륜면                    | 국도 제33호선과 중복                                                        |
| 수성2 교차로                                                | 국도 제33호선 (가야로) 수성3길                                | 성주군                             | 수륜면                    | 국도 제33호선과 중복                                                        |
| 화죽교                                                      |                                                               | 성주군                             | 수륜면                    |                                                                             |
|                                                             | 가천면                                                        | 성주군                             |                           |                                                                             |
| 가천삼거리                                                  | 참별로                                                        | 성주군                             |                           |                                                                             |
| 가천초등학교 가천면 행정복지센터                            |                                                               | 성주군                             |                           |                                                                             |
| 창천삼거리                                                  | 지방도 제903호선 (창금로)                                     | 성주군                             |                           |                                                                             |
| 창천교                                                      |                                                               | 성주군                             |                           |                                                                             |
| 성주댐                                                      |                                                               | 성주군                             |                           |                                                                             |
| 신성삼거리                                                  | 국도 제30호선 (성주로)                                        | 성주군                             | 금수강산면                | 국도 제30호선과 중복                                                        |
| 후평삼거리                                                  | 국도 제30호선 (성주로)                                        | 성주군                             | 금수강산면                | 국도 제30호선과 중복                                                        |
| 살타재                                                      |                                                               | 성주군                             | 금수강산면                |                                                                             |
|                                                             | 김천시                                                        | 조마면                             |                           |                                                                             |
| 용호삼거리                                                  | 김천시                                                        | 용호로                             | 감천면                    |                                                                             |
| 도평삼거리                                                  | 김천시                                                        | 무안로                             | 감천면                    |                                                                             |
| 감천초등학교 감천면 행정복지센터                            | 김천시                                                        |                                    | 감천면                    |                                                                             |
| 감천 교차로                                                 | 김천시                                                        | 국도 제3호선                       | 감천면                    |                                                                             |
| 감천삼거리                                                  | 김천시                                                        | 국도 제4호선 (황산로)              | 지좌동                    | 국도 제4호선과 중복                                                         |
| 김천교 교차로                                               | 김천시                                                        | 배다리길 황산3길                   | 지좌동                    | 국도 제4호선과 중복                                                         |
| 김천교사거리                                                | 김천시                                                        | 강변로                             | 자산동                    | 국도 제4호선과 중복                                                         |
| 용암사거리                                                  | 김천시                                                        | 국도 제4호선 (자산로)              | 자산동                    | 국도 제4호선과 중복                                                         |
| 자산동 행정복지센터                                         | 김천시                                                        |                                    | 자산동                    |                                                                             |
| 선산통로사거리                                              | 김천시                                                        | 지방도 제514호선 (영남대로) 강변로 | 자산동                    |                                                                             |
| 농산물도매시장앞                                            | 김천시                                                        | 공단로                             | 대신동                    |                                                                             |
| (이름 없음)                                                 | 김천시                                                        | 지방도 제913호선 (감문로)          | 대신동                    |                                                                             |
| 서부 교차로                                                 | 김천시                                                        | 국도 제3호선                       | 개령면                    |                                                                             |
| 광천입구                                                    | 김천시                                                        | 지방도 제997호선 (광한1길)         | 개령면                    |                                                                             |
| 감문교                                                      | 김천시                                                        |                                    | 개령면                    |                                                                             |
|                                                             | 김천시                                                        | 감문면                             |                           |                                                                             |
| 배시내삼거리                                                | 김천시                                                        | 감문로                             |                           |                                                                             |
| 습례교                                                      |                                                               | 구미시                             | 선산읍                    |                                                                             |
| 매실교                                                      |                                                               | 구미시                             | 선산읍                    |                                                                             |
| 2호광장 교차로                                              | 국가지원지방도 제68호선 지방도 제916호선 (선상서로)           | 구미시                             | 선산읍                    | 국가지원지방도 제68호선과 중복 지방도 제916호선과 중복                      |
| 1호광장 교차로                                              | 국도 제33호선 (약목선산로) 지방도 제916호선 (선산대로) 남문로 | 구미시                             | 선산읍                    | 국도 제33호선과 중복 국가지원지방도 제68호선과 중복 지방도 제916호선과 중복 |
| 동부교                                                      | 조남로 단계동길                                               | 구미시                             | 선산읍                    | 국도 제33호선과 중복 국가지원지방도 제68호선과 중복                         |
| 선산터미널                                                  |                                                               | 구미시                             | 선산읍                    | 국도 제33호선과 중복 국가지원지방도 제68호선과 중복                         |
| 시내 교차로                                                 | 선산중앙로 동화3길                                            | 구미시                             | 선산읍                    | 국도 제33호선과 중복 국가지원지방도 제68호선과 중복                         |
| (신)교리삼거리                                              | 국도 제33호선 국가지원지방도 제68호선 (선산대로)              | 구미시                             | 선산읍                    | 국도 제33호선과 중복 국가지원지방도 제68호선과 중복                         |
| 생곡삼거리                                                  | 강동로                                                        | 구미시                             | 선산읍                    |                                                                             |
| 농소교                                                      |                                                               | 구미시                             | 옥성면                    |                                                                             |
| 옥성삼거리                                                  | 주아령로                                                      | 구미시                             | 옥성면                    |                                                                             |
| 구봉삼거리                                                  | 지방도 제912호선 (산촌옥관로)                                 | 구미시                             | 옥성면                    | 지방도 제912호선과 중복                                                     |
| 낙단 교차로                                                 | 국도 제25호선 (낙동대로)                                      | 상주시                             | 낙동면                    | 지방도 제912호선과 중복                                                     |
| 낙동삼거리                                                  | 지방도 제912호선 (영남제일로)                                 | 상주시                             | 낙동면                    | 지방도 제912호선과 중복                                                     |
| 낙동버스정류장                                              |                                                               | 상주시                             | 낙동면                    |                                                                             |
| 구잠삼거리                                                  | 영남제일로                                                    | 상주시                             | 낙동면                    |                                                                             |
| 동상주 나들목                                               | 30호선 서산영덕고속도로                                       | 상주시                             | 낙동면                    |                                                                             |
| 중동교                                                      |                                                               | 상주시                             | 낙동면                    |                                                                             |
|                                                             | 중동면                                                        | 상주시                             |                           |                                                                             |
| 덕지교                                                      |                                                               | 의성군                             | 다인면                    |                                                                             |
| 서릉삼거리                                                  | 서부로 서릉길                                                 | 의성군                             | 다인면                    |                                                                             |
| 도암리                                                      | 서릉길                                                        | 의성군                             | 다인면                    |                                                                             |
| 서릉 교차로                                                 | 국도 제28호선 (비안다인로)                                    | 의성군                             | 다인면                    | 국도 제28호선과 중복                                                        |
| 도암 졸음쉼터                                               |                                                               | 의성군                             | 다인면                    | 국도 제28호선과 중복 하행 방향                                              |
| 덕지교                                                      |                                                               | 의성군                             | 다인면                    | 국도 제28호선과 중복                                                        |
| 덕지 교차로                                                 | 덕지3길                                                       | 의성군                             | 다인면                    | 국도 제28호선과 중복                                                        |
| 상광덕 교차로                                               | 덕미1길                                                       | 의성군                             | 다인면                    | 국도 제28호선과 중복                                                        |
| 덕미 교차로                                                 | 국도 제28호선 (서부로)                                        | 의성군                             | 다인면                    | 국도 제28호선과 중복                                                        |
| 풍양사거리                                                  | 지방도 제916호선 지방도 제923호선 (상풍로) 낙상2길            | 예천군                             | 풍양면                    | 지방도 제916, 923호선과 중복                                                |
| 오지사거리                                                  | 지방도 제916호선 지방도 제923호선 (풍지로) 낙상1길            | 예천군                             | 풍양면                    | 지방도 제916, 923호선과 중복                                                |
| 청운삼거리                                                  | 청운길                                                        | 예천군                             | 풍양면                    |                                                                             |
| 삼강교                                                      |                                                               | 예천군                             | 풍양면                    |                                                                             |
|                                                             | 문경시                                                        | 영순면                             |                           |                                                                             |
| 오룡삼거리                                                  | 문경시                                                        | 영순면                             | 지방도 제924호선 (영순로) |                                                                             |
| 왕태삼거리                                                  | 문경시                                                        | 영순면                             | 태평길                    |                                                                             |
| 불암사거리                                                  | 문경시                                                        | 산양로 불암2길                     | 산양면                    |                                                                             |
| 불암삼거리                                                  | 문경시                                                        | 산양로                             | 산양면                    |                                                                             |
| 봉정삼거리                                                  | 문경시                                                        | 지방도 제923호선 (추산로)          | 산양면                    | 지방도 제923호선과 중복                                                     |
| 산북초등학교 산북중학교 산북면 행정복지센터                 | 문경시                                                        |                                    | 산북면                    | 지방도 제923호선과 중복                                                     |
| 대상삼거리                                                  | 문경시                                                        | 강동로                             | 산북면                    | 지방도 제923호선과 중복                                                     |
| (대하2리)                                                   | 문경시                                                        | 지방도 제923호선 (운달로)          | 산북면                    | 지방도 제923호선과 중복                                                     |
| 영각교                                                      | 문경시                                                        |                                    | 산북면                    |                                                                             |
| 경천댐 신수평교 LG디스플레이 문경힐링센터 (구 수평초등학교) | 문경시                                                        |                                    | 동로면                    |                                                                             |
| 수평삼거리                                                  | 문경시                                                        | 지방도 제928호선 (용문경천로)      | 동로면                    |                                                                             |
| 허궁다리 서단                                               | 문경시                                                        | 지방도 제901호선 (석항명봉로)      | 동로면                    | 지방도 제901호선과 중복                                                     |
| 노은삼거리                                                  | 문경시                                                        | 노은1길                            | 동로면                    | 지방도 제901호선과 중복                                                     |
| 동로교                                                      | 문경시                                                        |                                    | 동로면                    | 지방도 제901호선과 중복                                                     |
| 적성삼거리                                                  | 문경시                                                        | 지방도 제901호선 (여우목로)        | 동로면                    | 지방도 제901호선과 중복                                                     |
| 벌재생태통로                                                | 문경시                                                        |                                    | 동로면                    | 벌재 해발 625m 백두대간벌재터널 연장 52m                                    |
| 적성교                                                      | 문경시                                                        |                                    | 동로면                    | 도계                                                                        |

### 충청북도
| 이름                                            | 접속 노선                           | 소재지 | 소재지                  | 비고                                     |
| ----------------------------------------------- | ----------------------------------- | ------ | ----------------------- | ---------------------------------------- |
| 적성교                                          |                                     | 단양군 | 대강면                  | 도계                                     |
| 방곡리                                          | 도예로                              | 단양군 | 대강면                  |                                          |
| 방곡삼거리                                      | 도락산로                            | 단양군 | 대강면                  |                                          |
| 벌천삼거리                                      | 벌천로                              | 단양군 | 단성면                  |                                          |
| 특선암교                                        |                                     | 단양군 | 단성면                  |                                          |
| 가산삼거리                                      | 사인암로                            | 단양군 | 단성면                  |                                          |
| 단천초등학교 가산분교 하선암교 소선암자연휴양림 |                                     | 단양군 | 단성면                  |                                          |
| 우화삼거리                                      | 국도 제36호선 (월악로)              | 단양군 | 단성면                  | 국도 제36호선과 중복                     |
| 우화교                                          | 충혼길                              | 단양군 | 단성면                  | 국도 제36호선과 중복                     |
| 단성중학교                                      |                                     | 단양군 | 단성면                  | 국도 제36호선과 중복                     |
| 단성삼거리                                      | 충혼로                              | 단양군 | 단성면                  | 국도 제36호선과 중복                     |
| 단양1교                                         |                                     | 단양군 | 단성면                  | 국도 제36호선과 중복                     |
| 북하삼거리                                      | 국도 제5호선 국도 제36호선 (단양로) | 단양군 | 단성면                  | 국도 제5호선과 중복 국도 제36호선과 중복 |
| 단성역삼거리                                    |                                     | 단양군 | 단성면                  | 국도 제5호선과 중복                      |
| 현천삼거리                                      | 현천길                              | 단양군 | 단양읍                  | 국도 제5호선과 중복                      |
| 덕상삼거리                                      | 덕상후곡길                          | 단양군 | 단양읍                  | 국도 제5호선과 중복                      |
| 덕상1교                                         |                                     | 단양군 | 단양읍                  | 국도 제5호선과 중복                      |
| 심곡삼거리                                      | 단양심곡길                          | 단양군 | 단양읍                  | 국도 제5호선과 중복                      |
| 심곡교 단양역삼거리 상진대교                    |                                     | 단양군 | 단양읍                  | 국도 제5호선과 중복                      |
| 단양삼거리 (단양 교차로) (상진 교차로)          | 국도 제5호선 (단양로)               | 단양군 | 단양읍                  | 국도 제5호선과 중복                      |
| 대명리조트 단양 소금정공원                      |                                     | 단양군 | 단양읍                  |                                          |
| 단양시장                                        |                                     | 단양군 | 단양읍                  |                                          |
| 별곡사거리                                      | 삼봉로 중앙1로                      | 단양군 | 단양읍                  |                                          |
| 단양시외버스터미널                              |                                     | 단양군 | 단양읍                  |                                          |
| 고수대교                                        |                                     | 단양군 | 단양읍                  |                                          |
| 고수삼거리                                      | 다리안로                            | 단양군 | 단양읍                  |                                          |
| 고수재                                          |                                     | 단양군 | 단양읍                  |                                          |
|                                                 | 가곡면                              | 단양군 |                         |                                          |
| 덕천교삼거리                                    | 여천덕천로                          | 단양군 |                         |                                          |
| 아평삼거리                                      | 새밭로                              | 단양군 |                         |                                          |
| 가곡초등학교 가곡중학교 가곡면사무소            |                                     | 단양군 |                         |                                          |
| 가대교삼거리                                    | 지방도 제519호선 (어상천로)         | 단양군 |                         |                                          |
| 향산삼거리                                      | 지방도 제595호선 (구인사로)         | 단양군 |                         |                                          |
| 군간교                                          |                                     | 단양군 |                         |                                          |
|                                                 | 영춘면                              | 단양군 |                         |                                          |
| 군간교삼거리                                    | 지방도 제522호선 (강변로)           | 단양군 | 지방도 제522호선과 중복 |                                          |
| 영춘면 사지원리 교차로                          | 사지원로                            | 단양군 | 지방도 제522호선과 중복 |                                          |
| 별방삼거리                                      | 지방도 제522호선 (별방만종로)       | 단양군 | 지방도 제522호선과 중복 |                                          |
| 명전마을                                        |                                     | 단양군 |                         |                                          |

### 강원특별자치도
| 이름                                    | 접속 노선                                                        | 소재지                  | 소재지                                                                     | 비고                                                                 |
| --------------------------------------- | ---------------------------------------------------------------- | ----------------------- | -------------------------------------------------------------------------- | -------------------------------------------------------------------- |
| 창원리                                  |                                                                  | 영월군                  | 남면                                                                       |                                                                      |
| 창원삼거리                              | 지방도 제519호선 (영월로)                                        | 영월군                  | 남면                                                                       |                                                                      |
| 연당역                                  |                                                                  | 영월군                  | 남면                                                                       |                                                                      |
| 연당 교차로                             | 국도 제38호선 (강원남로) 국가지원지방도 제88호선 (영월로) 연당로 | 영월군                  | 남면                                                                       | 국도 제38호선과 중복                                                 |
| 각한터널                                |                                                                  | 영월군                  | 남면                                                                       | 국도 제38호선과 중복 연장 약 945m                                    |
| 선들교                                  |                                                                  | 영월군                  | 남면                                                                       | 국도 제38호선과 중복 국가지원지방도 제88호선과 중복                  |
| 선들교                                  | 영월읍                                                           | 영월군                  |                                                                            | 국도 제38호선과 중복 국가지원지방도 제88호선과 중복                  |
| 방절터널                                |                                                                  | 영월군                  | 국도 제38호선과 중복 국가지원지방도 제88호선과 중복 연장 약 230m           |                                                                      |
| 영월 교차로                             | 국가지원지방도 제88호선 (영월동로)                               | 영월군                  | 국도 제38호선과 중복 국가지원지방도 제88호선과 중복                        |                                                                      |
| 영월1터널                               |                                                                  | 영월군                  | 국도 제38호선과 중복 상행 연장 약 490m 하행 연장 약 390m                   |                                                                      |
| 장릉육교                                |                                                                  | 영월군                  | 국도 제38호선과 중복                                                       |                                                                      |
| 영월2터널                               |                                                                  | 영월군                  | 국도 제38호선과 중복 연장 약 980m                                          |                                                                      |
| 봉래1교                                 |                                                                  | 영월군                  | 국도 제38호선과 중복                                                       |                                                                      |
| 봉래터널                                |                                                                  | 영월군                  | 국도 제38호선과 중복 상행 연장 약 945m 하행 연장 약 990m                   |                                                                      |
| 봉래2교 덕포1교 덕포2교                 |                                                                  | 영월군                  | 국도 제38호선과 중복                                                       |                                                                      |
| 동영월 교차로                           | 국도 제31호선 (영월로)                                           | 영월군                  | 국도 제31, 38호선과 중복                                                   |                                                                      |
| 두평교 샛돌교 반송교                    |                                                                  | 영월군                  | 국도 제31, 38호선과 중복                                                   |                                                                      |
| 반송터널                                |                                                                  | 영월군                  | 국도 제31, 38호선과 중복 연장 약 270m                                      |                                                                      |
| 연하 교차로                             | 영월로                                                           | 영월군                  | 국도 제31, 38호선과 중복                                                   |                                                                      |
| 연하대교                                |                                                                  | 영월군                  | 국도 제31, 38호선과 중복                                                   |                                                                      |
| 석항1터널                               |                                                                  | 영월군                  | 국도 제31, 38호선과 중복 연장 약 1050m                                     |                                                                      |
| 석항1터널                               | 중동면                                                           | 영월군                  | 국도 제31, 38호선과 중복 연장 약 1050m                                     |                                                                      |
| 연상교                                  |                                                                  | 영월군                  | 국도 제31, 38호선과 중복                                                   |                                                                      |
| 석항2터널                               |                                                                  | 영월군                  | 국도 제31, 38호선과 중복 상행 연장 약 360m 하행 연장 약 420m               |                                                                      |
| 석항 교차로                             | 국도 제31호선 국가지원지방도 제28호선 (영월로)                   | 영월군                  | 국도 제31, 38호선과 중복 국가지원지방도 제28호선과 중복                    |                                                                      |
| 신동 교차로                             | 지방도 제421호선 (의림로)                                        | 정선군                  | 신동읍                                                                     | 국도 제38호선과 중복 국가지원지방도 제28호선과 중복                  |
| 예미 교차로                             | 동강로 의림로                                                    | 정선군                  | 신동읍                                                                     | 국도 제38호선과 중복 국가지원지방도 제28호선과 중복                  |
| 의림삼거리                              | 의림로                                                           | 정선군                  | 신동읍                                                                     | 국도 제38호선과 중복 국가지원지방도 제28호선과 중복 상행 진출만 가능 |
| 마차재(마차령)                          |                                                                  | 정선군                  | 신동읍                                                                     | 국도 제38호선과 중복 국가지원지방도 제28호선과 중복                  |
| 마차재(마차령)                          | 남면                                                             | 정선군                  |                                                                            | 국도 제38호선과 중복 국가지원지방도 제28호선과 중복                  |
| 문곡 교차로                             | 국도 제38호선 국가지원지방도 제28호선 (강원남로)                 | 정선군                  | 국도 제38호선과 중복 국가지원지방도 제28호선과 중복 하행은 남면교차로 이용 |                                                                      |
| 별어곡교                                |                                                                  | 정선군                  |                                                                            |                                                                      |
| 남면사거리                              | 지방도 제421호선 (자미원길) 문은단로                             | 정선군                  |                                                                            |                                                                      |
| 남선초등학교 남면 행정복지센터 별어곡역 |                                                                  | 정선군                  |                                                                            |                                                                      |
| 문곡교                                  | 약수길                                                           | 정선군                  |                                                                            |                                                                      |
| 유평교                                  |                                                                  | 정선군                  |                                                                            |                                                                      |
| 낙동삼거리                              | 광락로                                                           | 정선군                  |                                                                            |                                                                      |
| 쇄재터널                                |                                                                  | 정선군                  | 연장 650m                                                                  |                                                                      |
| 쇄재터널                                | 정선읍                                                           | 정선군                  | 연장 650m                                                                  |                                                                      |
| 덕우삼거리                              | 지방도 제424호선 (소금강로)                                      | 정선군                  | 지방도 제424호선과 중복                                                    |                                                                      |
| 월통 교차로                             | 새터길                                                           | 정선군                  | 지방도 제424호선과 중복                                                    |                                                                      |
| 월통1교                                 |                                                                  | 정선군                  | 지방도 제424호선과 중복                                                    |                                                                      |
| 까칠재터널                              |                                                                  | 정선군                  | 지방도 제424호선과 중복 연장 377m                                          |                                                                      |
| 신월 교차로                             | 와평1길 와평2길                                                  | 정선군                  | 지방도 제424호선과 중복                                                    |                                                                      |
| 와평1교 범바위교                        |                                                                  | 정선군                  | 지방도 제424호선과 중복                                                    |                                                                      |
| 애산 교차로                             | 지방도 제424호선 (정선로) 새터길                                 | 정선군                  | 지방도 제424호선과 중복                                                    |                                                                      |
| 애산교                                  |                                                                  | 정선군                  |                                                                            |                                                                      |
| 봉양5리 교차로                          | 녹송2길                                                          | 정선군                  |                                                                            |                                                                      |
| 정선역 (회전교차로)                     | 녹송8길                                                          | 정선군                  |                                                                            |                                                                      |
| 정선3교                                 |                                                                  | 정선군                  |                                                                            |                                                                      |
| 덕송 교차로                             | 국도 제42호선 (서동로)                                           | 정선군                  | 국도 제42호선과 중복                                                       |                                                                      |
| 덕송삼거리                              | 남평강변로                                                       | 정선군                  | 국도 제42호선과 중복                                                       |                                                                      |
| 나전1 교차로                            | 국도 제42호선 (서동로)                                           | 정선군                  | 국도 제42호선과 중복                                                       | 북평면                                                               |
| 나전교                                  |                                                                  | 정선군                  |                                                                            | 북평면                                                               |
| 나전2 교차로                            | 명주내길                                                         | 정선군                  |                                                                            | 북평면                                                               |
| 나전3 교차로                            | 어도원길                                                         | 정선군                  |                                                                            | 북평면                                                               |
| 두원교                                  |                                                                  | 정선군                  |                                                                            | 북평면                                                               |
| 졸드 교차로                             | 졸드루길                                                         | 정선군                  |                                                                            | 북평면                                                               |
| 중봉1 교차로 (정선 알파인 경기장)       | 중봉길                                                           | 정선군                  |                                                                            | 북평면                                                               |
| 중봉2 교차로                            |                                                                  | 정선군                  |                                                                            | 북평면                                                               |
| 숙암 교차로                             | 벗밭길                                                           | 정선군                  |                                                                            | 북평면                                                               |
| 숙암교                                  |                                                                  | 정선군                  |                                                                            | 북평면                                                               |
| 숙암3 교차로                            | 오대천로                                                         | 정선군                  | 구도로 통행 제한                                                           | 북평면                                                               |
| 장전2교                                 |                                                                  | 정선군                  |                                                                            | 북평면                                                               |
|                                         | 평창군                                                           | 진부면                  |                                                                            |                                                                      |
| 장전터널                                | 평창군                                                           | 진부면                  |                                                                            | 연장 820m                                                            |
| 장전3교                                 | 평창군                                                           | 진부면                  |                                                                            |                                                                      |
|                                         | 정선군                                                           | 북평면                  |                                                                            |                                                                      |
| 숙암4 교차로                            | 정선군                                                           | 북평면                  | 오대천로                                                                   | 구도로 통행 제한                                                     |
| 장전 교차로                             | 장전길                                                           | 평창군                  | 진부면                                                                     |                                                                      |
| 장전교 막동2교                          |                                                                  | 평창군                  | 진부면                                                                     |                                                                      |
| 막동 교차로                             | 막동길                                                           | 평창군                  | 진부면                                                                     |                                                                      |
| 막동터널                                |                                                                  | 평창군                  | 진부면                                                                     | 연장 247m                                                            |
| 마랑치교                                | 하오개길                                                         | 평창군                  | 진부면                                                                     |                                                                      |
| 갈동교                                  |                                                                  | 평창군                  | 진부면                                                                     |                                                                      |
| 막동3 교차로                            | 오대천로                                                         | 평창군                  | 진부면                                                                     |                                                                      |
| 막동4교                                 |                                                                  | 평창군                  | 진부면                                                                     |                                                                      |
| 수항터널                                |                                                                  | 평창군                  | 진부면                                                                     | 연장 496m                                                            |
| 독가 교차로                             | 오대천로                                                         | 평창군                  | 진부면                                                                     |                                                                      |
| 중평 교차로 (중평교)                    | 화의길                                                           | 평창군                  | 진부면                                                                     |                                                                      |
| 수항1 교차로                            | 아차골길                                                         | 평창군                  | 진부면                                                                     |                                                                      |
| 마평 교차로                             | 오대천로                                                         | 평창군                  | 진부면                                                                     |                                                                      |
| 마평교                                  |                                                                  | 평창군                  | 진부면                                                                     |                                                                      |
| 마평1터널                               |                                                                  | 평창군                  | 진부면                                                                     | 연장 235m                                                            |
| 마평2터널                               |                                                                  | 평창군                  | 진부면                                                                     | 연장 640m                                                            |
| 신기교                                  |                                                                  | 평창군                  | 진부면                                                                     |                                                                      |
| 신기 교차로                             | 지방도 제410호선 (하송정길)                                      | 평창군                  | 진부면                                                                     |                                                                      |
| 송정1교 송정2교                         |                                                                  | 평창군                  | 진부면                                                                     |                                                                      |
| 거문 교차로                             | 오대천로                                                         | 평창군                  | 진부면                                                                     |                                                                      |
| 송정 교차로                             | 하송정길                                                         | 평창군                  | 진부면                                                                     |                                                                      |
| 하진부 교차로                           | 경강로 진부중앙로                                                | 평창군                  | 진부면                                                                     |                                                                      |
| 진부체육공원교차로                      | 석두로                                                           | 평창군                  | 진부면                                                                     |                                                                      |
| (진부시외버스터미널 앞)                 | 청송로                                                           | 평창군                  | 진부면                                                                     |                                                                      |
| 하진부교                                |                                                                  | 평창군                  | 진부면                                                                     |                                                                      |
| 오대교사거리                            | 진부로                                                           | 평창군                  | 진부면                                                                     |                                                                      |
| (이름 없음)                             | 진부중앙로                                                       | 평창군                  | 진부면                                                                     |                                                                      |
| 오대4 교차로                            | 국도 제6호선 (둔내 ~ 무이간 도로)                                | 평창군                  | 진부면                                                                     | 국도 제6호선과 중복                                                  |
| 가우교                                  |                                                                  | 평창군                  | 진부면                                                                     | 국도 제6호선과 중복                                                  |
| 가우1 교차로                            | 방아다리로                                                       | 평창군                  | 진부면                                                                     | 국도 제6호선과 중복                                                  |
| 월정교                                  |                                                                  | 평창군                  | 진부면                                                                     | 국도 제6호선과 중복                                                  |
| (월정 회전교차로)                       | 간평길                                                           | 평창군                  | 진부면                                                                     | 국도 제6호선과 중복                                                  |
| 월정삼거리                              | 지방도 제456호선 (경강로)                                        | 평창군                  | 진부면                                                                     | 국도 제6호선과 중복                                                  |
| 병안삼거리                              | 오대산로                                                         | 평창군                  | 대관령면                                                                   | 국도 제6호선과 중복                                                  |
| 진고개                                  |                                                                  | 평창군                  | 대관령면                                                                   | 국도 제6호선과 중복 해발 960m                                        |
| 진고개                                  |                                                                  | 강릉시                  | 연곡면                                                                     | 국도 제6호선과 중복 해발 960m                                        |
| 부연동삼거리                            | 국도 제6호선 (진고개로)                                          | 강릉시                  | 연곡면                                                                     | 국도 제6호선과 중복                                                  |
| 백두대간 소득지원사업장                 |                                                                  | 강릉시                  | 연곡면                                                                     |                                                                      |
| 전후치                                  |                                                                  | 강릉시                  | 연곡면                                                                     |                                                                      |
| 부연동계곡                              |                                                                  | 강릉시                  | 연곡면                                                                     |                                                                      |
| 바두재                                  |                                                                  | 강릉시                  | 연곡면                                                                     |                                                                      |
|                                         | 양양군                                                           | 현북면                  |                                                                            |                                                                      |
| 고적치                                  | 양양군                                                           | 현북면                  |                                                                            |                                                                      |
| 어성전1교 어성전2교                     | 양양군                                                           | 현북면                  |                                                                            |                                                                      |
| 현성삼거리                              | 양양군                                                           | 현북면                  | 지방도 제418호선 (송이로)                                                  |                                                                      |
| 현성삼거리                              | 양양군                                                           | 현북면                  | 지방도 제418호선 (송이로)                                                  |                                                                      |
| 어성전교 황평교                         | 양양군                                                           | 현북면                  |                                                                            |                                                                      |
| 어성전삼거리                            | 양양군                                                           | 현북면                  | 어성전길                                                                   |                                                                      |
| 원일전 교차로                           | 양양군                                                           | 현북면                  | 원일전길                                                                   |                                                                      |
| 놀골 교차로                             | 양양군                                                           | 현북면                  | 부소치길                                                                   |                                                                      |
| 양지말교                                | 양양군                                                           | 현북면                  |                                                                            |                                                                      |
|                                         | 양양군                                                           | 서면                    |                                                                            |                                                                      |
| 내현교 수리2교 수리1교 용천2교          | 양양군                                                           |                         |                                                                            |                                                                      |
| 한남초등학교                            | 양양군                                                           |                         |                                                                            |                                                                      |
| 용천1교                                 | 양양군                                                           |                         |                                                                            |                                                                      |
|                                         | 양양군                                                           | 양양읍                  |                                                                            |                                                                      |
| 남단 교차로                             | 양양군                                                           | 안산1길                 |                                                                            |                                                                      |
| 송현사거리                              | 양양군                                                           | 국도 제7호선 (동해대로) | 손양면                                                                     |                                                                      |

## 도로명
전라남도
- 광양시 태인동 용지삼거리 ~ 섬진대교삼거리 : 태인4길
- 광양시 태인동 섬진대교삼거리 ~ 섬진대교 : 산업로

경상남도
- 하동군 금성면 섬진대교 ~ 금남면 계천사거리 : 산업로
- 하동군 금남면 계천사거리 ~ 하동읍 하동 교차로 : 섬진강대로
- 하동군 하동읍 하동 교차로 ~ 횡천면 횡천 교차로 : 충무공로
- 하동군 횡천면 횡천 교차로 ~ 대덕삼거리 : 경서대로
- 하동군 횡천면 대덕삼거리 ~ 옥종면 갈치재 : 돌고지로
- 산청군 시천면 갈치재 ~ 문화마을 : 친환경로 23번길
- 산청군 시천면 문화마을 ~ 삼성교 남단 : 내공길
- 산청군 시천면 삼성교 남단 ~ 삼성교 북단 : 지리산대로1478번길
- 산청군 시천면 삼성교 북단 ~ 원리 교차로 : 지리산대로
- 산청군 시천면 원리 교차로 ~ 원리삼거리 : 남명로
- 산청군 시천면 원리삼거리 ~ 차황면 황산교삼거리 : 친환경로
- 산청군 차황면 황산교삼거리 ~ 거창군 신원면 수원삼거리 : 신차로
- 거창군 신원면 수원삼거리 ~ 합천군 봉산면 봉산삼거리 : 서부로
- 거창군 가조면 도리 ~ 합천군 가야면 황산교 동단 : 가조가야로
- 합천군 가야면 황산교 동단 ~ 가야교 : 가야시장로
- 합천군 가야면 가야교 ~ 야천삼거리 : 가야산로
- 합천군 가야면 야천삼거리 ~ 솔티재 : 야천로

경상북도
- 성주군 수륜면 솔티재 ~ 수륜 교차로 : 성주가야산로
- 성주군 수륜면 수륜 교차로 ~ 수성2 교차로 : 가야로
- 성주군 수륜면 수성2 교차로 ~ 가천면 가천삼거리 : 참별로
- 성주군 가천면 가천삼거리 ~ 금수면 신성삼거리 : 가천로
- 성주군 금수면 신성삼거리 ~ 후평삼거리 : 성주로
- 성주군 금수면 후평삼거리 ~ 김천시 지좌동 감천삼거리 : 금감로
- 김천시 지좌동 감천삼거리 ~ 김천교 교차로 : 황산로
- 김천시 지좌동 김천교 교차로 ~ 자산동 용암사거리 : 자산로
- 김천시 자산동 용암사거리 ~ 선산통로사거리 : 용암로
- 김천시 자산동 선산통로사거리 ~ 개령면 서부 교차로 : 환경로
- 김천시 개령면 서부 교차로 ~ 구미시 선산읍 2호광장 : 김선로
- 구미시 선산읍 2호광장 ~ 1호광장 : 선상서로
- 구미시 선산읍 1호광장 ~ 교리삼거리 : 선산대로
- 구미시 선산읍 교리삼거리 ~ 상주시 낙동면 낙동삼거리 : 선상동로
- 상주시 낙동면 낙동삼거리 ~ 구잠삼거리 : 영남제일로
- 상주시 낙동면 구잠삼거리 ~ 의성군 다인면 서릉삼거리 : 상주다인로
- 의성군 다인면 서릉삼거리 ~ 덕미삼거리 : 서부로
- 의성군 다인면 덕미삼거리 ~ 문경시 산양면 불암사거리 : 삼강로
- 문경시 산양면 불암사거리 ~ 불암삼거리 : 산양로
- 문경시 산양면 불암삼거리 ~ 동로면 적성교 : 금천로

충청북도
- 단양군 대강면 적성교 ~ 단성면 우화삼거리 : 선암계곡로
- 단양군 단성면 우화삼거리 ~ 북하삼거리 : 월악로
- 단양군 단성면 북하삼거리 ~ 단양읍 단양삼거리 : 단양로
- 단양군 단양읍 단양삼거리 ~ 별곡사거리 : 삼봉로
- 단양군 단양읍 별곡사거리 ~ 단양시외버스터미널 : 중앙2로
- 단양군 단양읍 단양시외버스터미널 ~ 고수삼거리 : 다리안로
- 단양군 단양읍 고수삼거리 ~ 가곡면 아평삼거리 : 고수재로
- 단양군 가곡면 아평삼거리 ~ 영춘면 군간교삼거리 : 남한강로
- 단양군 영춘면 군간교삼거리 ~ 명전마을 : 별방창원로

강원특별자치도
- 영월군 남면 창원리 ~ 창원삼거리 : 별방창원로
- 영월군 남면 창원삼거리 ~ 연당 교차로 : 영월로
- 영월군 남면 연당 교차로 ~ 정선군 남면 문곡 교차로 : 강원남로
- 정선군 남면 문곡 교차로 ~ 정선읍 월통 교차로 : 칠현로
- 정선군 정선읍 월통 교차로 ~ 애산 교차로 : 새터길
- 정선군 정선읍 애산 교차로 ~ 정선1교삼거리 : 칠현로
- 정선군 정선읍 정선1교삼거리 ~ 덕송 교차로 : 정선로
- 정선군 정선읍 덕송 교차로 ~ 북평면 나전삼거리 : 서동로
- 정선군 북평면 나전삼거리 ~ 평창군 진부면 하진부 교차로 : 오대천로
- 평창군 진부면 하진부 교차로 ~ 월정삼거리 : 경강로
- 평창군 진부면 월정삼거리 ~ 강릉시 연곡면 부연동삼거리 : 진고개로
- 강릉시 연곡면 부연동삼거리 ~ 양양군 현북면 어성전1교 : 부연동길
- 양양군 현북면 어성전1교 ~ 현성삼거리 : 어성전길
- 양양군 현북면 현성삼거리 ~ 양양읍 남단 교차로 : 남대천로
- 양양군 양양읍 남단 교차로 ~ 손양면 송현사거리 : 안산1길

## 가야산 관통 구간
본래 국도 제59호선은 국가지원지방도 제59호선일 때인 1996년부터 합천군 가야면 구간에서 매안리 ~ 죽전리 ~ 식기재 ~ 치인2리 ~ 치인1리 ~ 해인사입구 ~ 구원리 ~ 야천삼거리 경로로 가야산을 관통하게 노선이 지정되었으며, 이 구간은 '가야산 관통도로' 또는 '가야 ~ 성기 간 도로'라 해서 2000년 3월에 착공에 들어갔으며 2005년에 완공할 예정이었다. 그러나 해인사를 중심으로한 조계종 불교계 및 환경단체에서 이 도로 건설을 강력하게 반대했고, 이 때문에 처음에 착공된 1공구 구간만 건설되었으며 경상남도에서도 해당 노선을 변경을 건의하기에 이르렀다. 결국 2000년 4월에 지역 주민 및 환경단체에서 경남지사를 상대로 낸 도로구역결정처분취소 청구소송에서 이 도로에 대한 건설 결정을 취소하고 우회도로를 건설하도록 하는 권고문을 채택했다. 이 권고문은 법적 구속력은 없지만 경상남도에서 도로 건설을 강행할 경우 법원에서 중지시키겠다는 의미가 담겨있기 때문에 사실상 건설이 무산되었다. 그러나 《도로현황조서》에 의하면 해당 구간은 계속 국도 59호선으로 지정되어 있다가 2010년판부터 제외되었다.

## 비고
- 경상남도 합천군 봉산면 ~ 합천군 가야면 구간은 개설되지 않았다.